# Kiesrechtgeografie

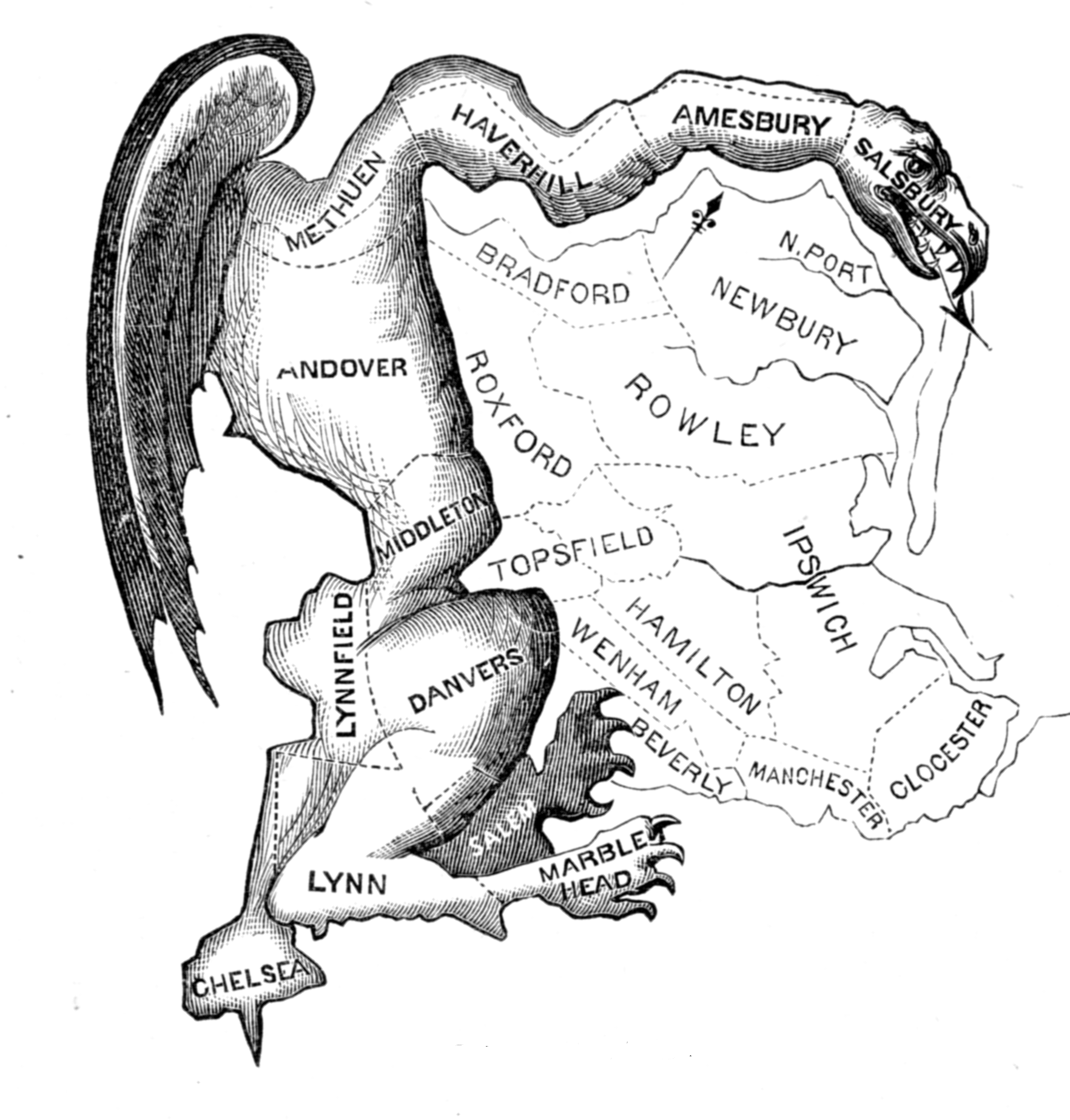
Deze politieke spotprent uit 1812 was een reactie op de electorale districtsindeling in de staat Massachusetts, die kandidaten van de democratisch-republikeinse partij van gouverneur Elbridge Gerry bevoordeelde, ten opzichte van de federalisten. De schets kritiseert de tactiek van Gerry door de bijzondere vorm van een reeks nieuwe kiesdistricten in Essex County te verbeelden als een draakachtig monster. Het woord gerry-mander is een porte-manteauwoord van Elbridge Gerry en salamander. Bedenker van het woord en tekenaar van de spotprent zijn niet met zekerheid bekend.

Een voorbeeld hoe gerrymandering de uitkomst van een verkiezing kan beïnvloeden. In al deze gevallen is het stemmenpatroon hetzelfde, met een voorkeur van 36 plaatsen voor groen, 28 voor paars. Toch kan door verschillende methoden van gerrymandering de effectieve verkiezingsuitslag voor een vertegenwoordiging van 4 personen (van linksboven naar rechtsonder) 3-1 (packing), 2-2, 4-0 (cracking) of zelfs 1-3 (packing) worden.

Kiesrechtgeografie, ook wel gerrymandering genoemd, is het opnieuw bepalen van de grenzen van kiesdistricten om verkiezingsuitslagen te beïnvloeden. Dit vindt met name plaats bij meerderheidsstelsels zoals de Verenigde Staten.  
Hoe evenrediger een kiesstelsel is, hoe minder mogelijkheden er zijn om de zetelverdeling te beïnvloeden middels kiesrechtsgeografie. Voorbeelden van kiesstelsels die gerrymandering onmogelijk hebben gemaakt zijn Zweden (overhangmandaten worden ingeleverd), Nederland (nationaal kiesdistrict) en een aantal Zwitserse kantons (dubbelevenredige zetelverdeling).
Behalve om de verkiezingsresultaten te beïnvloeden, kan kiesrechtgeografie ook worden ingezet om kiesdistricten aan te passen aan demografische ontwikkelingen. Dit kan bijvoorbeeld worden gedaan om te verzekeren dat de kiesdistricten om en nabij een gelijk aantal kiesgerechtigden bevatten.

## Kiesstelsels

### Meerderheidsstelsel
Een doel kan zijn een politieke partij of kandidaat in een bepaalde regio meer stemmen te bezorgen, en daardoor uiteindelijk een of meer extra zetels. In de Verenigde Staten is dit bekend onder de termen redistricting of gerrymandering. Deze strategie wordt daar al eeuwen toegepast door alle partijen en er bestaat al even lang kritiek op. Het wordt gezien als een venijnige manier van verkiezingsmanipulatie, maar het verschijnsel is in de praktijk, ondanks oordelen van het Amerikaans Hooggerechtshof, moeilijk uit te bannen.

### Evenredige vertegenwoordiging
Strategische districtsindeling heeft vooral zin in een democratie waar volksvertegenwoordigers worden gekozen via een kiesstelsel volgens het meerderheidsstelsel. In onder meer België, Luxemburg en Nederland wordt de volksvertegenwoordiging volgens een ander systeem gekozen, dat van de evenredige vertegenwoordiging, en heeft beïnvloeding van de districtsgrenzen een veel minder groot effect. Wanneer er sprake is van pure evenredigheid of dubbelevenredigheid in de vorm van bijvoorbeeld vereffeningszetels is het niet meer mogelijk om met gerrymandering verkiezingsuitslagen te beïnvloeden.

## Gerrymandering

### Oorsprong van het begrip
De tactiek om door een geografische herindeling van kiesdistricten een grotere kans te hebben verkiezingen te winnen, werd in de Verenigde Staten voor het eerst breed bekend door een spotprent in een grote Amerikaanse krant in 1812, waarmee kritiek werd geleverd op een herindeling onder leiding van de toenmalig gouverneur van de Amerikaanse staat Massachusetts, en latere vicepresident van de Verenigde Staten Elbridge Gerry. Het aantal kiezers dat voor zijn Democratisch-Republikeinse Partij had gestemd lag ongeveer gelijk aan het aantal kiezers dat voor de Federalisten had gestemd, toch had Gerry's partij in 29 van de 40 kiesdistricten gewonnen, waardoor deze bijna het dubbele aantal zetels in het Amerikaans Congres kreeg. Mede door de bijzondere vorm van enkele kiesdistricten vermoedde men dat de grenzen op een dusdanige wijze waren getrokken, dat Gerry daardoor een voordeel had gecreëerd voor zijn partij, ten opzichte van de federalistische partij.
In een reeks nieuw ingedeelde kiesdistricten aan de rand van Essex County kon met enige fantasie de vorm van een salamander worden herkend. De Boston Globe plaatste op 26 maart 1812 een politieke spotprent, waarin deze kiesdistricten werden afgebeeld als een mythologische draak met vleugels en klauwen, die de naam Gerry-mander droeg. Door deze illustratie werd het woord Gerrymander populair en daardoor ook de politieke tactiek van verkiezingsmanipulatie. De tekening werd daarom een van de beroemdste politieke cartoons uit de vroege Amerikaanse politieke geschiedenis.

### Amerikaans Hooggerechtshof: de redistricting revolution
De methode van verkiezingsmanipulatie is echter ouder dan 1812 en wordt nog steeds ingezet, door zowel Republikeinen als Democraten. Ondanks sterke en goed gefundeerde kritiek is het lastig uit te bannen. Juristen menen dat het proces buiten controle is geraakt en dat partijbelangen consequent boven die van de kiezers worden gesteld.
In 1962 oordeelde het Amerikaanse Hooggerechtshof voor het eerst, en met grote meerderheid, dat een rechter bevoegd is over specifieke gevallen van herindeling te oordelen. Het Hof formuleerde zes criteria onder welke omstandigheden een rechter een politieke kwestie in behandeling kon nemen. Daarop volgde een reeks oordelen die bekend kwamen te staan als de redistricting revolution, en samengevat de strekking hebben dat kiesdistricten na elke volkstelling opnieuw moeten worden ingedeeld en dan grofweg allemaal hetzelfde aantal kiezers moeten bevatten. Dat veranderde de praktijk van herindelingen die gedreven waren door racisme en verschillen tussen stad en land. Sindsdien worden de grenzen van de kiesdistricten voor het Congres en de Staten iedere tien jaar opnieuw vastgelegd om bij te blijven met demografische ontwikkelingen, en wel steeds nadat de gegevens bekend zijn van de United States Census, de tienjaarlijkse volkstelling in de Verenigde Staten.
Vanaf de 1970er jaren konden deskundigen door ontwikkelingen in automatisering en computing bij de herindelingen echter zowel aan de eisen van het Hooggerechtshof voldoen, als partijpolitieke belangen dienen, zodat er geen einde kwam aan gerrymandering. Zo besliste in 2017 het Hooggerechtshof opnieuw een zaak in behandeling te kunnen nemen waar de stelling van klager was dat gerrymandering zou hebben plaatsgevonden. Het ging om de staat Wisconsin.

### Voorspelbaarheid kiezersgedrag
Omdat via het verzamelen van persoonlijke gegevens van kiezers via hun bijdragen op sociale mediakanalen de voorspelbaarheid van het kiesgedrag groter is geworden, kunnen met gerrymandering steeds betere resultaten worden behaald. Aan de andere kant zijn door sociale media ook de mogelijkheden van beïnvloeding van het stemgedrag groter geworden, wat het resultaat van gerrymandering kan verkleinen, omdat personen die bij de laatste verkiezingen op de ene partij hebben gestemd enkele jaren later op een andere partij stemmen.

## Gerrymandering-methodes
Er bestaan allerlei gerrymandering-methodes met als belangrijkste doel het vergroten van kiesdistricten waar de uitvoerende partij zal kunnen winnen en het verkleinen van kiesdistricten waar politieke tegenstanders een meerderheid kunnen behalen. De laatste decennia wordt de districtsherindeling ook gebruikt om bepaalde onderwerpen in het Congres behandeld te krijgen. Als er bijvoorbeeld veel districten worden gevormd uit kleine landelijke gebieden, waar kiezers vaak meer naar conservatisme neigen, kan het eenvoudiger worden onderwerpen als wetgeving tegen prostitutie of pornografie op de agenda te krijgen. Strengere wetgeving rondom wapenbezit heeft een grotere kans wanneer een meerderheid van stadsbewoners in stemdistricten worden ondergebracht.
Hier een omschrijving van vijf veelgebruikte methodes.

### Cracking
Cracken doet zich voor wanneer de grenzen van een district zo worden getrokken, dat een bepaald type kiezer, waarvan wordt aangenomen dat deze op een bepaalde kandidaat of politieke partij stemt, zoveel mogelijk verspreid en uitgedund in verschillende districten terechtkomt. Door deze verspreiding is de kandidaat of partij moeilijker in staat om in de districten voldoende stemmen te behalen. Deze methode kan worden uitgevoerd door bijvoorbeeld een wijk waar veel rijke burgers wonen zo bij kiesdistricten onder te brengen, dat er ook burgers uit armere wijken bijkomen. De rijke wijk wordt bijvoorbeeld in taartpunten opgedeeld waarbij aangrenzende armere wijken in het kiesdistrict worden opgenomen. 
Door cracken toe te passen kunnen veel stemmen van burgers die vermoedelijk voor de tegenstander zullen stemmen, 'onzichtbaar' worden bij de zetelverdeling in het congres omdat deze kiezers uiteindelijk niet de meerderheid in de districten zullen behalen. Tegelijkertijd zorgt cracken ervoor dat de kandidaat of partij die de gerrymandering uitvoert, met minder grote marges de winst in de districten behaalt. Wordt er gewonnen met grote marges, dan worden de stemmen die boven de gewone meerderheid zijn uitgebracht gezien als 'verspilde stemmen'. Door gerrymandering kan het aantal verspilde stemmen van de uitvoerende kandidaat of partij worden verkleind en in een ander kiesdistrict worden ingezet.
Een voorbeeld van cracken was onder andere zichtbaar in de regio Milwaukee in de Verenigde Staten in 2011. De kiesdistrictenkaart van dat jaar toont tien verschillende districten met allen een klein deel van de stad Milwaukee, waar voornamelijk democratische kiezers woonachtig zijn, en een groot deel van de omliggende buitenwijken, waar voornamelijk republikeinse kiezers woonachtig zijn. Door de stad op deze wijze te verdelen in tien districten, en zo het gehalte aan democratische kiezers per district te 'verdunnen' wisten de republikeinen in negen van deze districten de winst te behalen.

### Packing
Packen ontstaat wanneer zoveel mogelijk van eenzelfde soort kiezers in één of enkele kiesdistrict(en) worden 'gepakt', waardoor zij in deze district(en) grote meerderheden behalen. Door deze kiezers samen te voegen in één district wordt hun invloed in andere kiesdistricten verkleind. Met deze methode worden de verspilde stemmen bij de tegenstander gemaximaliseerd, doordat de partij of kandidaat een hoog percentage van de stemmen bemachtigt, terwijl enkel meer dan 50 procent van de stemmen nodig is om winst in het district te behalen.
Een voorbeeld van packen was onder andere zichtbaar in de regio Milwaukee in de Verenigde Staten. Op de kiesdistrictenkaart van 2011 is zichtbaar dat een zestal districten een extreem hoge concentratie aan democratische kiezers bevatten. In deze districten zijn dus veel van dezelfde soort kiezer verpakt, waardoor de democraten de verkiezingen hier met een overtuigende meerderheid zullen winnen. Echter, het is onduidelijk of deze verpakte districten zijn ontstaan met opzettelijke intenties, of door segregatie en overige demografische ontwikkelingen.

### Hijacking
Hijacken doet zich voor wanneer de grenzen van kiesdistricten worden getrokken met de bedoeling om kiezers van twee tegenkandidaten die al een functie vervullen, vaak van dezelfde partij, zoveel mogelijk bij elkaar in een district te krijgen. Dit betekent dat een van deze gevestigde kandidaten noodgedwongen zijn of haar functie zal verliezen bij de verkiezing. Wanneer beide kandidaten van dezelfde partij zijn, kan deze partij worden verzwakt door een interne strijd tussen de kandidaten. Een voorbeeld van hijacking was zichtbaar in de regio Cleveland & Toledo in de Verenigde Staten. De democratische vertegenwoordigers Marcy Kaptur en Dennis Kucinich werden in één district gevoegd, waardoor een van hen zijn functie verloor.

### Kidnapping
Veel afgevaardigden hebben in bepaalde regio's een grotere aanhang dan elders, bijvoorbeeld omdat ze uit de streek komen, of er door hun bestuur voordeel voor de burgers hebben gebracht. Dit zijn plaatsen waar de politici een sterke achterban, politieke bondgenoten en naamsbekendheid hebben. Kidnapping ontstaat wanneer een kandidaat of partij door het wijzigen van de districtsgrenzen in een ander district wordt geplaatst, waar deze geografische grondslagen minder sterk of niet aanwezig zijn. Dit maakt herkozen worden voor de betreffende kandidaat of partij bij de volgende verkiezingen moeilijker. Een voorbeeld van kidnapping was zichtbaar in North Carolina, waar het congreslid Brad Miller uit zijn vertrouwde district is geplaatst en is toegevoegd in het district Raleigh. Hij werd niet herkozen.

### Stacking
Stacken doet zich voor wanneer kiezers met een laag opleidingsniveau en een laag inkomen worden samengevoegd in een district met een ongeveer gelijk aantal kiezers met een hoog opleidingsniveau en een hoog inkomen. Het district oogt door deze methode in balans. Echter is de opkomst bij de verkiezingen onder hoogopgeleide en hoge inkomens over het algemeen groter, waardoor deze groep alsnog de winst zal behalen in het district.

## De republikeinseGreat Gerrymandervan 2012
Al sinds de jaren 90 heeft de republikeinse partij een strategie voor wat betreft kiesrechtgeografie. Het Redistricting Majority Project (Redmap), verwijzend naar de kleur rood waarmee traditioneel een republikeins district wordt ingekleurd op de kaart, is volkomen legaal en openbaar. De republikeinen zijn trots op het resultaat van dit project waardoor sinds 2012 een meerderheid in beide huizen is behaald. Sindsdien is Redmap gericht op het vergroten van het republikeinse zetelaantal door het creëren van 20 tot 25 vrijwel zekere republikeinse districten gedurende de komende vijf verkiezingsronden.

## Kiessystemen en gerrymandering
Het soort kiessysteem dat wordt gehanteerd binnen een staat heeft grote invloed op de effectiviteit van gerrymandering. Kiessystemen waarbij geen kiesdistricten worden gehanteerd, oftewel systemen waarbij de gehele kiesgerechtigde bevolking als één nationaal kiesdistrict wordt beschouwd, zijn niet geschikt voor gerrymandering, aangezien er geen districten aanwezig zijn om te hertekenen of manipuleren. Nederland is een voorbeeld van een staat zonder kiesdistricten, waardoor gerrymandering hier ook niet kan voorkomen.
Ook in meervoudige districtenstelsels met evenredige vertegenwoordiging heeft gerrymandering weinig tot geen effect, zoals in België. Het fenomeen van gerrymandering komt zover bekend dus ook niet in België voor. Gerrymandering heeft het meeste effect in enkelvoudige districtenstelsels gecombineerd met een meerderheidsstelsel, zoals in de Verenigde Staten.